# Perla pallida
Perla pallida és una espècie d'insecte plecòpter pertanyent a la família dels pèrlids.

## Hàbitat
En el seu estadi immadur és aquàtic i viu a l'aigua dolça, mentre que com a adult és terrestre i volador.

## Distribució geogràfica
Es troba a Europa (Àustria, Bulgària, Txèquia, Eslovàquia, Grècia, Hongria, Polònia, Romania, Ucraïna, els territoris de l'antiga Iugoslàvia i la part europea de Turquia), l'Àfrica del Nord (Algèria, Tunísia i el Marroc) i el Caucas.